# Morti nel 2014/Aprile
| Questa pagina contiene informazioni ricavate automaticamente dalle voci biografiche con l'ausilio del template Bio e di un bot. L'aggiornamento è periodico e automatico e ricostruisce completamente la pagina. Se manca una persona in questa lista, sei pregato di non aggiungerla, ma accertati piuttosto che la sua voce biografica contenga il template Bio e che i dati anagrafici siano correttamente compilati. Se il template Bio manca, inseriscilo tu stesso o, in alternativa, metti l'avviso {{tmp\|Bio}} che ne segnala la mancanza. Se i dati riportati sono sbagliati, correggi direttamente la voce biografica; le modifiche saranno visibili in questa lista entro pochi giorni. Per chiarimenti vedi il progetto biografie. La lista contiene solo le 170 persone che sono citate nell'enciclopedia e per le quali è stato implementato correttamente il template Bio. Pagina aggiornata al 10 giu 2025. |

- 1º aprile - Lida van der Anker-Doedens, canoista olandese (n. 1922)
- 1º aprile - Jacques Le Goff, storico francese (n. 1924)
- 1º aprile - Francesco Macedonio, regista teatrale italiano (n. 1927)
- 1º aprile - Jim Pritchard, hockeista su ghiaccio canadese (n. 1948)
- 1º aprile - Rolf Rendtorff, teologo tedesco (n. 1925)
- 2 aprile - Everett De Roche, sceneggiatore statunitense (n. 1946)
- 2 aprile - Alfred Niepieklo, calciatore tedesco (n. 1927)
- 2 aprile - Urs Widmer, scrittore e traduttore svizzero (n. 1938)
- 3 aprile - Régine Deforges, scrittrice e editrice francese (n. 1935)
- 3 aprile - Valerio Isidori, attore italiano (n. 1942)
- 3 aprile - Alberto Marmont, ematologo italiano (n. 1918)
- 3 aprile - Valerij Nikolaevič Sagatovskij, filosofo russo (n. 1933)
- 3 aprile - Paul Salamunovich, direttore di coro e docente statunitense (n. 1927)
- 4 aprile - José Aguilar, pugile cubano (n. 1958)
- 4 aprile - İsmet Atlı, lottatore turco (n. 1931)
- 4 aprile - Germano Beringheli, critico d'arte italiano (n. 1927)
- 4 aprile - Enrico Fontanelli, tastierista, compositore e produttore discografico italiano (n. 1977)
- 4 aprile - Kumba Ialá, politico guineense (n. 1953)
- 4 aprile - Finn Lynge, politico e presbitero groenlandese (n. 1933)
- 4 aprile - Anja Niedringhaus, fotoreporter tedesca (n. 1965)
- 4 aprile - Curtis Bill Pepper, giornalista e scrittore statunitense (n. 1917)
- 5 aprile - Óscar Avilés, cantante, chitarrista e compositore peruviano (n. 1924)
- 5 aprile - Mariano Díaz, ciclista su strada spagnolo (n. 1939)
- 5 aprile - Peter Matthiessen, scrittore e naturalista statunitense (n. 1927)
- 5 aprile - John Pinette, attore e comico statunitense (n. 1964)
- 5 aprile - Claudio Sinatti, artista, fotografo e regista italiano (n. 1972)
- 5 aprile - José Wilker, attore e regista brasiliano (n. 1947)
- 6 aprile - Mary Anderson, attrice statunitense (n. 1918)
- 6 aprile - Aldo Braibanti, scrittore, sceneggiatore e drammaturgo italiano (n. 1922)
- 6 aprile - Claudio Darni, calciatore italiano (n. 1934)
- 6 aprile - Domenico Mennitti, politico e giornalista italiano (n. 1939)
- 6 aprile - Mickey Rooney, attore e comico statunitense (n. 1920)
- 6 aprile - Massimo Tamburini, ingegnere e designer italiano (n. 1943)
- 7 aprile - Anna Maria Chiavacci Leonardi, filologa italiana (n. 1927)
- 7 aprile - Maud Galtier, tennista francese (n. 1913)
- 7 aprile - Peaches Geldof, giornalista, conduttrice televisiva e modella britannica (n. 1989)
- 7 aprile - Géza Henni, allenatore di calcio e calciatore ungherese (n. 1926)
- 7 aprile - Frans van der Lugt, presbitero olandese (n. 1938)
- 7 aprile - Sergej Nefëdov, pallavolista sovietico (n. 1926)
- 7 aprile - John Shirley-Quirk, basso-baritono inglese (n. 1931)
- 7 aprile - Josep Maria Subirachs, scultore, pittore e scenografo spagnolo (n. 1927)
- 8 aprile - Emmanuel III Delly, cardinale e patriarca cattolico iracheno (n. 1927)
- 8 aprile - Karlheinz Deschner, storico e saggista tedesco (n. 1924)
- 8 aprile - Ghiţă Licu, pallamanista rumeno (n. 1945)
- 8 aprile - Luigi Russo, attore, regista e sceneggiatore italiano (n. 1931)
- 8 aprile - Herbert Schoen, calciatore tedesco orientale (n. 1929)
- 8 aprile - The Ultimate Warrior, wrestler statunitense (n. 1959)
- 8 aprile - Adrianne Wadewitz, attivista e docente statunitense (n. 1977)
- 9 aprile - Fevziye Sultan, principessa ottomana (n. 1928)
- 9 aprile - Willi Leißler, cestista tedesco (n. 1930)
- 9 aprile - Eddie Miller, cestista statunitense (n. 1931)
- 9 aprile - Vinicio Nesti, cestista e allenatore di pallacanestro italiano (n. 1931)
- 9 aprile - Arthur Robinson, politico trinidadiano (n. 1926)
- 9 aprile - Saverio Strati, scrittore italiano (n. 1924)
- 9 aprile - Ferdinando Terruzzi, pistard italiano (n. 1924)
- 9 aprile - Svetlana Velmar-Janković, scrittrice e giornalista serba (n. 1933)
- 10 aprile - Dominique Baudis, scrittore, giornalista e politico francese (n. 1947)
- 10 aprile - Justin Marie Bomboko, politico della Repubblica Democratica del Congo (n. 1928)
- 10 aprile - László Felkai, pallanuotista e nuotatore ungherese (n. 1941)
- 10 aprile - Phyllis Frelich, attrice statunitense (n. 1944)
- 10 aprile - Richard Hoggart, sociologo e anglista inglese (n. 1918)
- 10 aprile - K.S. Karol, giornalista e scrittore polacco (n. 1924)
- 10 aprile - Onésima Reyes, cestista cilena (n. 1929)
- 10 aprile - Gianfranco Saraca, ingegnere e politico italiano (n. 1943)
- 10 aprile - Sue Townsend, scrittrice e commediografa inglese (n. 1946)
- 10 aprile - Rolando Ugolini, calciatore italiano (n. 1924)
- 11 aprile - Hal Cooper, regista statunitense (n. 1923)
- 11 aprile - Lou Hudson, cestista statunitense (n. 1944)
- 11 aprile - Helga Volz-Mees, schermitrice tedesca (n. 1937)
- 11 aprile - Jesse Winchester, cantautore e musicista statunitense (n. 1944)
- 12 aprile - Maurício Alves Peruchi, calciatore brasiliano (n. 1990)
- 12 aprile - Pierre-Henri Menthéour, ciclista su strada francese (n. 1960)
- 13 aprile - Emma Castelnuovo, insegnante e matematica italiana (n. 1913)
- 13 aprile - Fred Enke, giocatore di football americano statunitense (n. 1924)
- 13 aprile - Stefano Garroni, filosofo italiano (n. 1939)
- 13 aprile - Ernesto Laclau, filosofo argentino (n. 1935)
- 13 aprile - Donato Pace, politico e avvocato italiano (n. 1938)
- 13 aprile - Rafał Sznajder, schermidore polacco (n. 1972)
- 14 aprile - Emidio Bruni, politico e partigiano italiano (n. 1928)
- 14 aprile - Leila Durante, attrice italiana (n. 1925)
- 14 aprile - Jan C. Heesterman, indologo e storico delle religioni olandese (n. 1925)
- 14 aprile - Albert Manent, poeta spagnolo (n. 1930)
- 14 aprile - Emanuele Pacifici, storico e superstite dell'Olocausto italiano (n. 1931)
- 14 aprile - Armando Peraza, percussionista cubano (n. 1924)
- 14 aprile - Alfonso Tanga, politico e economista italiano (n. 1923)
- 14 aprile - Pierre Thiolon, cestista francese (n. 1927)
- 14 aprile - Antonio Visone, scenografo e architetto italiano (n. 1934)
- 15 aprile - Nina Cassian, poetessa, scrittrice e traduttrice romena (n. 1924)
- 15 aprile - Chela Castro, attrice argentina (n. 1929)
- 15 aprile - Giuseppe Setaro, traduttore, musicista e cantante italiano (n. 1934)
- 16 aprile - Giuseppe Andreoli, politico italiano (n. 1932)
- 16 aprile - Gyude Bryant, politico liberiano (n. 1949)
- 16 aprile - Gerald Guralnik, fisico statunitense (n. 1936)
- 16 aprile - John Houbolt, ingegnere statunitense (n. 1919)
- 16 aprile - Claudio Quarantotto, giornalista e critico cinematografico italiano (n. 1936)
- 16 aprile - Aulis Rytkönen, calciatore e allenatore di calcio finlandese (n. 1929)
- 17 aprile - Mayra Alejandra, attrice venezuelana (n. 1958)
- 17 aprile - Cheo Feliciano, cantante, cantautore e musicista portoricano (n. 1935)
- 17 aprile - Gabriel García Márquez, scrittore, giornalista e saggista colombiano (n. 1927)
- 17 aprile - Anthony Marriott, drammaturgo e attore inglese (n. 1931)
- 17 aprile - Karl Meiler, tennista tedesco (n. 1949)
- 17 aprile - Vanda Milano, psichiatra e politica italiana (n. 1938)
- 18 aprile - Ramón Malla Call, vescovo cattolico spagnolo (n. 1922)
- 18 aprile - Giorgio Pianta, pilota automobilistico, dirigente sportivo e ingegnere italiano (n. 1935)
- 19 aprile - Letizia Nicoletti, partigiana, docente e attivista italiana (n. 1912)
- 19 aprile - Rino Quagliotti, cuoco italiano (n. 1922)
- 19 aprile - Vladimir Stružanov, nuotatore sovietico (n. 1932)
- 20 aprile - Mithat Bayrak, lottatore turco (n. 1929)
- 20 aprile - Rubin Carter, pugile statunitense (n. 1937)
- 20 aprile - Claudio G. Fava, critico cinematografico, critico televisivo e giornalista italiano (n. 1929)
- 20 aprile - Diego Florettini, calciatore italiano (n. 1924)
- 20 aprile - Marisa Galeazzi Saracinelli, politica italiana (n. 1931)
- 20 aprile - Alistair MacLeod, scrittore canadese (n. 1936)
- 21 aprile - Vittorino Colombo, politico italiano (n. 1924)
- 21 aprile - Michel Delahoutre, storico delle religioni francese (n. 1923)
- 21 aprile - Riccardo Di Corato, politico italiano (n. 1929)
- 21 aprile - Janet Gray Hayes, politica statunitense (n. 1926)
- 21 aprile - George Heilmeier, ingegnere elettrotecnico statunitense (n. 1936)
- 21 aprile - Craig Hill, attore statunitense (n. 1926)
- 21 aprile - Ladislav Hlaváček, calciatore cecoslovacco (n. 1925)
- 21 aprile - Arlene McQuade, attrice statunitense (n. 1936)
- 21 aprile - Antonia Mulas, fotografa italiana (n. 1939)
- 22 aprile - Frumenzio Ghetta, presbitero, storico e letterato italiano (n. 1920)
- 22 aprile - Bill Klucas, allenatore di pallacanestro statunitense (n. 1941)
- 22 aprile - Werner Potzernheim, pistard tedesco (n. 1927)
- 22 aprile - Abdul Qadir, generale, politico e rivoluzionario afghano (n. 1944)
- 22 aprile - Oswaldo Vigas, pittore venezuelano (n. 1926)
- 23 aprile - Yōzō Aoki, calciatore giapponese (n. 1929)
- 23 aprile - Leonhard Pohl, velocista tedesco (n. 1929)
- 24 aprile - Ricardo Bauleo, attore argentino (n. 1940)
- 24 aprile - Hans Hollein, architetto austriaco (n. 1934)
- 24 aprile - Sandy Jardine, allenatore di calcio e calciatore scozzese (n. 1948)
- 24 aprile - Michel Lang, regista e sceneggiatore francese (n. 1939)
- 24 aprile - Arturo Licata, supercentenario italiano (n. 1902)
- 24 aprile - Tadeusz Różewicz, poeta, drammaturgo e scrittore polacco (n. 1921)
- 24 aprile - Carmine Verduci, mafioso italiano (n. 1959)
- 25 aprile - Earl Morrall, giocatore di football americano statunitense (n. 1934)
- 25 aprile - Tito Vilanova, calciatore e allenatore di calcio spagnolo (n. 1968)
- 25 aprile - Stefanie Zweig, scrittrice tedesca (n. 1932)
- 26 aprile - Ander Amonn, imprenditore e dirigente sportivo italiano (n. 1933)
- 26 aprile - Rocco Aprile, storico e romanziere italiano (n. 1929)
- 26 aprile - Angelo Bernabucci, attore italiano (n. 1944)
- 26 aprile - Yiya Murano, serial killer argentina (n. 1930)
- 26 aprile - Inisero Cremaschi, scrittore, sceneggiatore e critico letterario italiano (n. 1928)
- 26 aprile - DJ Rashad, disc jockey, produttore discografico e musicista statunitense (n. 1979)
- 26 aprile - Sandro Lopopolo, pugile italiano (n. 1939)
- 26 aprile - Raúl Adolfo Pérez, calciatore argentino (n. 1939)
- 27 aprile - Vujadin Boškov, calciatore e allenatore di calcio jugoslavo (n. 1931)
- 27 aprile - Vito Cusimano, politico italiano (n. 1927)
- 27 aprile - Antonio Fiamma, politico italiano (n. 1922)
- 27 aprile - Andréa Parisy, attrice francese (n. 1935)
- 27 aprile - Marlbert Pradd, cestista statunitense (n. 1944)
- 27 aprile - Turhan Tezol, cestista turco (n. 1932)
- 28 aprile - Toimi Alatalo, fondista finlandese (n. 1929)
- 28 aprile - Florentino Bautista, cestista filippino (n. 1930)
- 28 aprile - Damião António Franklin, arcivescovo cattolico angolano (n. 1950)
- 28 aprile - Valerij Gorjušev, pallavolista russo (n. 1973)
- 28 aprile - J. Dwight Pentecost, pastore protestante e teologo statunitense (n. 1915)
- 28 aprile - Jack Ramsay, cestista, allenatore di pallacanestro e dirigente sportivo statunitense (n. 1925)
- 28 aprile - Michel Spanneut, presbitero e teologo francese (n. 1919)
- 29 aprile - Frank Budd, velocista e giocatore di football americano statunitense (n. 1939)
- 29 aprile - Al Feldstein, scrittore, fumettista e pittore statunitense (n. 1925)
- 29 aprile - Beverly Baker Fleitz, tennista statunitense (n. 1930)
- 29 aprile - Paul Goddard, bassista e compositore statunitense (n. 1945)
- 29 aprile - Bob Hoskins, attore britannico (n. 1942)
- 29 aprile - Norma Pons, attrice argentina (n. 1943)
- 30 aprile - Roberto Mancini, poliziotto italiano (n. 1960)
- 30 aprile - Marsha Mehran, scrittrice iraniana (n. 1977)
- 30 aprile - Judi Meredith, attrice statunitense (n. 1936)
- 30 aprile - Larry Ramos, chitarrista e cantante statunitense (n. 1942)